# 小行星2238
小行星2238（2238 Steshenko）是一颗围绕太阳公转的小行星。1972年9月11日，尼古拉·切爾尼赫在克里米亚发现了此天体。
該小行星以蘇聯天文學家尼古拉·斯捷申科（Nikolai Steshenko）命名。
这颗小行星的绝对星等为294.4402152449667等。